# Ватан Хадімі
«Ватан Хадімі» (крим. Vatan Hadimi; у перекладі з кримськотат. — «Слуга Вітчизни» або «Слуга народу») — кримськотатарська газета, що видавалася в 1906—1908 роках в Карасубазарі кримськотатарською мовою.

## Історія

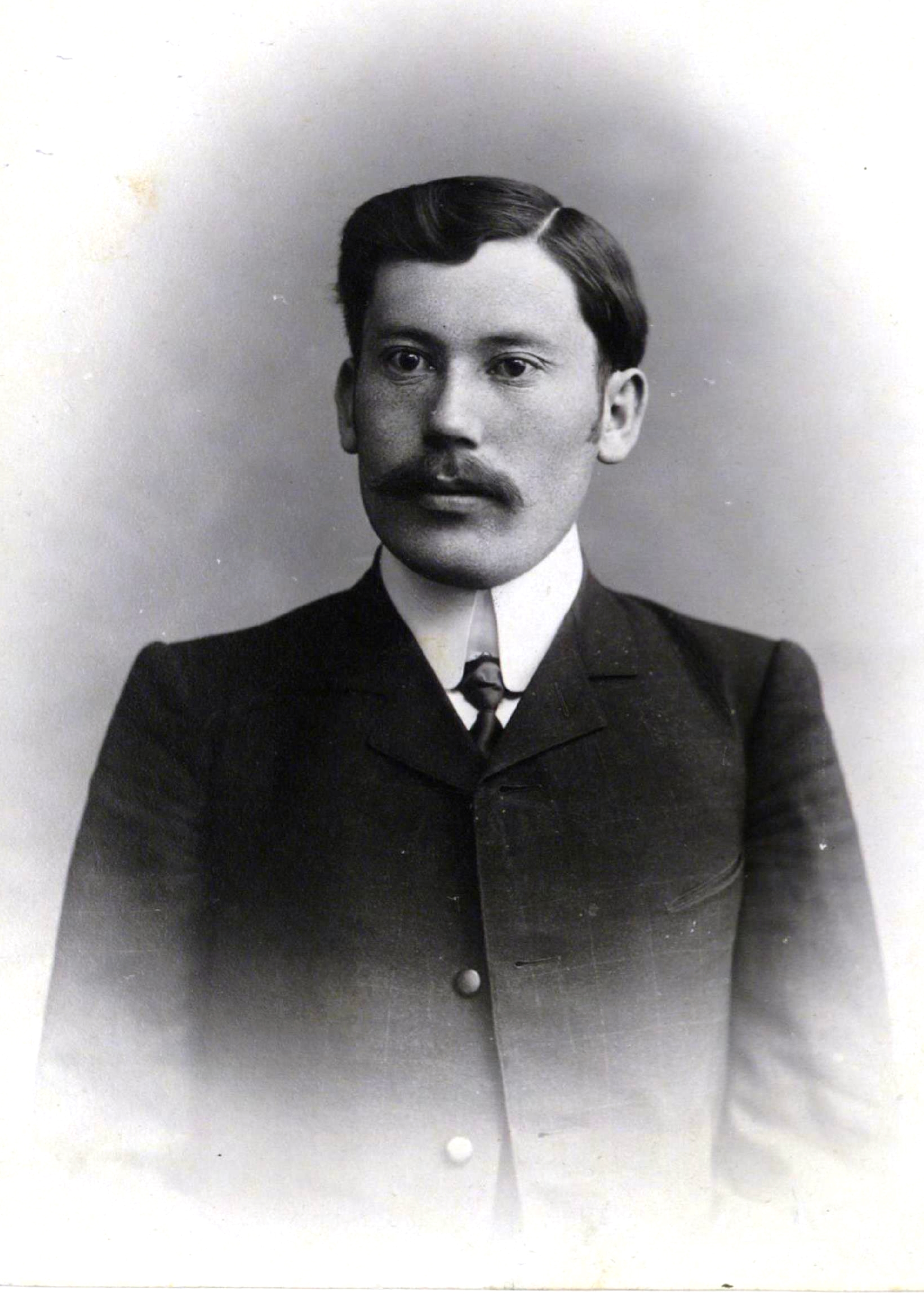
Абдурешит Медієв під час перебування на посаді депутата Державної думи

Головним редактором і видавцем «Ватан Хадімі» був політичний діяч і публіцист Абдурешит Медієв (1880—1912), на той момент гласний міської думи Карасубазара, а пізніше її голова, але спочатку створенням цієї газети займався Сеїд-Алі Челе. 10 січня 1906 року саме він звернувся до губернатора Таврійської губернії із заявою про дозвіл видавати газету «Ватан Хадімі». У повідомленні було зазначено, що газета виходитиме чотири рази на тиждень з таким змістом:
- Урядові повідомлення;
- Статті, присвячені місцевим повідомленням, державним питанням життя Росії;
- Новини та чутки з місцевого та іноземного життя;
- Місцева хроніка;
- Кореспонденції;
- Довідковий відділ;
- Оголошення.

У своїй науковій роботі професор Ісмаїл Керімов вказує Абдурешита Медієва як редактора та Сейдамета Челебі Мурат Ефенді як видавця газети. В архівних матеріалах фігурують чотири видавці: Сеїд-Алі Челебі Мурат Ефенді, Сеїд-Амет Челебі Мурат Ефенді, Емір Аппаз Емір Усеїн, Абдурешит Медієв. Відповідальним редактором з випуску незмінно залишався Абдурешит Медієв, а цензорами були: Мустафа мурза Кипчацький, Ісмаїл Мурза Арабський, Сеїт Мамут Сеїт-Велієв.
Газета орієнтувалася на політичну, соціальну та культурну тематику. 1 травня 1906 року було випущено перший номер газети «Ватан Хадімі» і до кінця року було видано близько 100 номерів.
У газеті було надруковано кілька віршів поета та драматурга Усеїна Тохтаргази, який також зазнав суворої цензури.
У той час всю друковану продукцію контролювало Управління у справах друку, і після більш ніж ста номерів «Ватан Хадимі». Воно зацікавилося ідейним змістом і тематичною спрямованістю статей, розміщених у ній. На тлі загального повороту до реакції в Російській імперії після невдачі Революції 1905 газета була закрита. Усього було випущено понад 200 номерів газети.
За оцінкою газети «Текамюль», «Ватан Хадімі» перебувала під контролем «мусульманів-несоціалістів».